# Vrykolakas
Der Vrykólakas (griechisch βρυκόλακας, Plural βρυκόλακες vrykólakes; auch βρικόλακος vrikólakos, βρουκόλακος vroukólakos; italienisch Brucolaco, Plural Brucolachi) ist ein Fabelwesen im griechischen und salentinischen Volksglauben. Er weist Ähnlichkeiten mit zahlreichen anderen Fabelwesen der Balkanhalbinsel auf und wird in der Folklore der slawischen Nachbarländer im Allgemeinen mit dem Vampir gleichgesetzt, obwohl der Vrykolakas im Gegensatz zu seinem slawischen Konterpart kein Blut saugt. Der Begriff stammt über das mittelgriechische βουρκόλακας vurkólakas von bulgarisch Върколак Vărkolàk, deutsch ‚Werwolf‘.

## Im griechischen Volksglauben
Gemäß dem griechischen Volksglauben führt ein frevelhafter Lebenswandel, die Exkommunikation, der Abfall vom orthodoxen Glauben, die Bestattung in ungeweihter Erde, besonders aber der Verzehr von Fleisch eines vom Wolfsmenschen (griechisch λυκάνθρωπος lykánthrōpos) gerissenen Schafes dazu, dass ein Mensch nach seinem Tod zum Vrykolakas wird. Nach bestimmten Vorstellungen verwandelt sich auch ein getöteter Werwolf in einen Vampir, der dabei dann gewisse Eigenschaften des Werwolfs übernimmt. 
Der Vrykolakas klopft nachts an die Haustür und ruft die Bewohner des Hauses bei ihrem Namen. Erhält er beim ersten Mal keine Antwort, geht er vorüber, ohne den Bewohnern Schaden zuzufügen. Antwortet man dem Vampir aber, oder öffnet man ihm die Tür, stirbt man in den nachfolgenden Tagen und wird anschließend selbst zu einem Vampir. Daher ist es in bestimmten Gebieten Griechenlands und Italiens auch heute noch üblich, erst beim zweiten Klopfen oder Rufen zu antworten. 
Da ein solcher Wiedergänger immer mächtiger werden soll, wenn seinem Treiben kein Einhalt geboten wird, musste der verdächtige Leichnam so schnell wie möglich vernichtet werden. Zu den traditionellen Methoden hierzu gehören das Pfählen, Enthaupten, Ausreißen des Herzens mit anschließendem Aufkochen in Essig und das Verbrennen des Leichnams. Noch um die Mitte des 20. Jahrhunderts herum waren solche gegen vermeintliche Wiedergänger gerichteten Praktiken unter der ländlichen Bevölkerung Griechenlands weit verbreitet.